# Analiza biznesowa
Analiza biznesowa – dyscyplina zajmująca się określaniem potrzeb biznesowych i dostarczaniem rozwiązań problemów biznesowych, które przynoszą wartość interesariuszom. Rozwiązania te mogą zawierać komponenty oparte na oprogramowaniu i danych cyfrowych, ale również obejmować zmiany organizacyjne, takie jak poprawa procesów, opracowanie nowych polityk i planowanie strategiczne.

## Opis
Osoba, która wykonuje to zadanie nazywana jest analitykiem biznesowym lub BA (od ang. business analyst). Analitycy, którzy pracują wyłącznie nad rozwojem oprogramowania i systemów komputerowych, mogą być nazywani analitykami biznesowymi IT, technicznymi analitykami biznesowymi lub również analitykami systemów (choć zakres obowiązków analityka systemów bywa nieco odmienny, bowiem skupia się na nie tyle na zbieraniu i analizie wymagań biznesowych, co modelowaniu na ich podstawie wymagań systemowych).